# 白色毛结节菌病
白色毛结节菌病（White piedra）又稱毛幹白節症，是擔子菌門絲孢酵母屬真菌造成的慢性毛髮感染。過去認為致病物種僅有T. beigelii（現名T. cutaneum），現已知還有T. asahii、T. mucoides、T. ovoides、T. asteroides與T. inkin等多個物種皆可感染，其中T. inkin、T. ovoides與T. cutaneum造成的感染最多。被感染的患者的毛幹周圍會出現白色或淺黃色、易脫落的不規則結節。全身各處毛髮均可能感染，多數患者為頭髮被感染，而陰毛的感染可能伴隨棒狀桿菌感染。
白色毛结节菌病不會在人與人之間傳染。在所有人群中年輕女性的感染率最高。染病者的毛髮樣本經氫氧化鉀處理後可觀察到芽生孢子與關節孢子。此病除感染毛髮外無其他症狀，治療方式包括減除患部毛髮、使用含有酮康唑等抗真菌藥的洗髮精清洗等。
絲孢酵母屬真菌感染免疫缺乏的患者時，可能發生嚴重的全身性感染，即絲孢酵母病。